# Epsilon Corvi
Epsilon Corvi (ε Crv, ε Corvi) è una stella della costellazione del Corvo, conosciuta anche con il nome tradizionale di Minkar che deriva dall'arabo ألمنخر al-mánxar, che significa «la narice del corvo». Dista 318 anni luce dal sistema solare e la sua magnitudine apparente è +3,02.

## Caratteristiche fisiche
Si tratta di una stella gigante arancione di tipo spettrale; 3,2 volte più massiccia del Sole irradia 1000 volte più luce. Da temperatura e luminosità si può ricavare un raggio 57 volte quello del Sole, mentre la sua età può essere dai 165 ai 190 milioni di anni a seconda del suo stadio evolutivo, che potrebbe essere quello di una stella che, terminato l'idrogeno da fondere in elio nel suo nucleo, sta aumentando la sua luminosità per la prima volta, con il nucleo inerte di elio, oppure essere nella fase di fusione dell'elio in elementi più pesanti, o ancora, potrebbe essere nel suo secondo momento di aumento di luminosità con un nucleo ormai inerte di carbonio-ossigeno al suo interno.